# Sberbank
Sberbank Rossii (ryska: Сбербанк России, en sammandragning av "сберегательный банк" Svenska: "Sparbanken i Ryska federationen") är den största banken i Ryssland och i Östeuropa. Banken har sitt säte i Moskva och dess historia går tillbaka till Jegor Kankrins ekonomiska reform 1841. I många regioner är Sberbank praktiskt taget den enda bank som kan ge de lokala myndigheter komplexa banktjänster och betydande ekonomiskt stöd för att genomföra investeringar eller genomföra sociala program.
Sberbank har dotterbolag i Ukraina och Kazakstan.

## Historia
Sparbanken i Ryska federationen är den äldsta banken i landet och inrättades 1841. Efter 1998 års ryska finanskris fortsatte Sberbank att byta fokus från Nollkupongobligationer (GKO-OFZ), för att istället göra investeringar i den privata sektorn.

## Ägarskap
Centralbanken i Ryska federationen, även känd som Bank of Russia, är majoritetsägare i Sberbank med ett innehav på 60,25% av Sberbank.